# Мейль, Иоганн Вильгельм
Иоганн Вильгельм Мейль (нем. Johann Wilhelm Meil; 23 октября 1733, Альтенбург — 2 февраля 1805, Берлин) — немецкий художник, рисовальщик и гравёр, иллюстратор книжных изданий.

## Жизнь и творчество
Сын придворного скульптора Иоганна Кристофа Мейля (1698—1734). Его старший брат Иоганн Генрих Мейль (1729—1803) также был художником-графиком. Иоганн Вильгельм изучал живопись самоучкой в Лейпциге с помощью старшего брата. В 1752 году приезжает в Берлин и становится профессиональным художником. В 1766 году становится членом Прусской королевской академии искусств. В 1783 году — ректором класса рисунка. В 1797—1798 годах — вице-директор Академии, с 1801 года — её директор после Даниеля Ходовецкого. В этот период своей жизни, помимо педагогической деятельности, И. В. Мейль продолжает выполнять заказы как живописец. В 1752—1755 годы создаёт около восьмидесяти гравюр по рисункам художника-декоратора фридерицианского рококо Иоганна Михаэля Хоппенхаупта Старшего, в том числе проектов для оформления интерьеров дворца Сан-Суси в Потсдаме. По его эскизам были изготовлены также 12 ваз для террасы перед картинной галереей этого дворца. Был автором костюмов для Придворного театра в Берлине. Также работал над ассортиментом изделий прусской Королевской фарфоровой мануфактуры в Берлине. Был в 1792 году автором проекта памятника Фридриху Великому для парка дворца Нёйгарденберг, выполненного затем скульптором Джузеппе Мартини.
Среди многих других иллюстрировал произведения, написанные прусским королём Фридрихом II (Фридрих Великий), а также «Идеи к мимике» Иоганна Энгеля, сочинения Эвальда Христиана фон Клейста, Карла Рамлера, «Всемирную историю для детей» (1781—1786) Иогвнна Матиаса Шрёка и др.

## Галерея

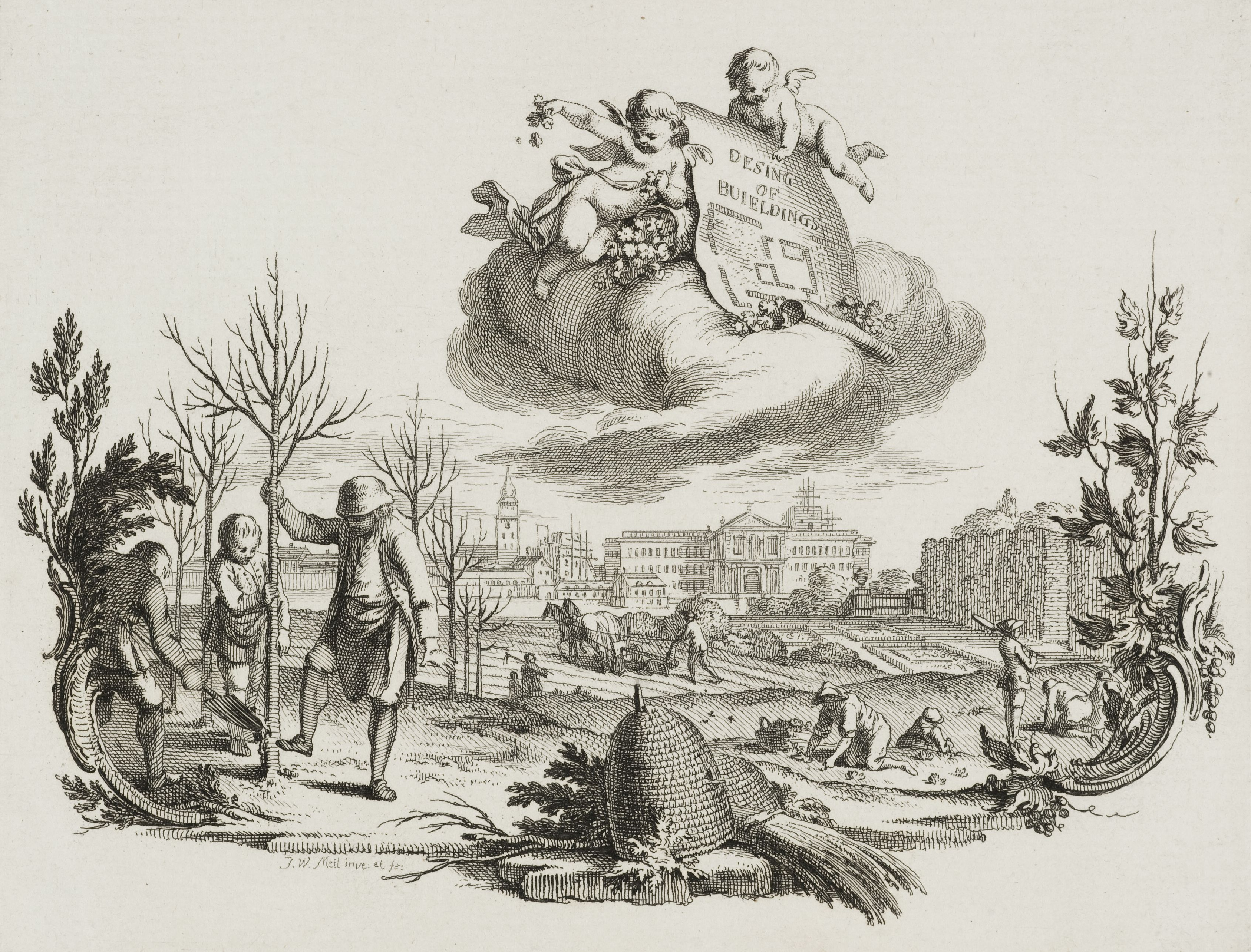
«Дессау»
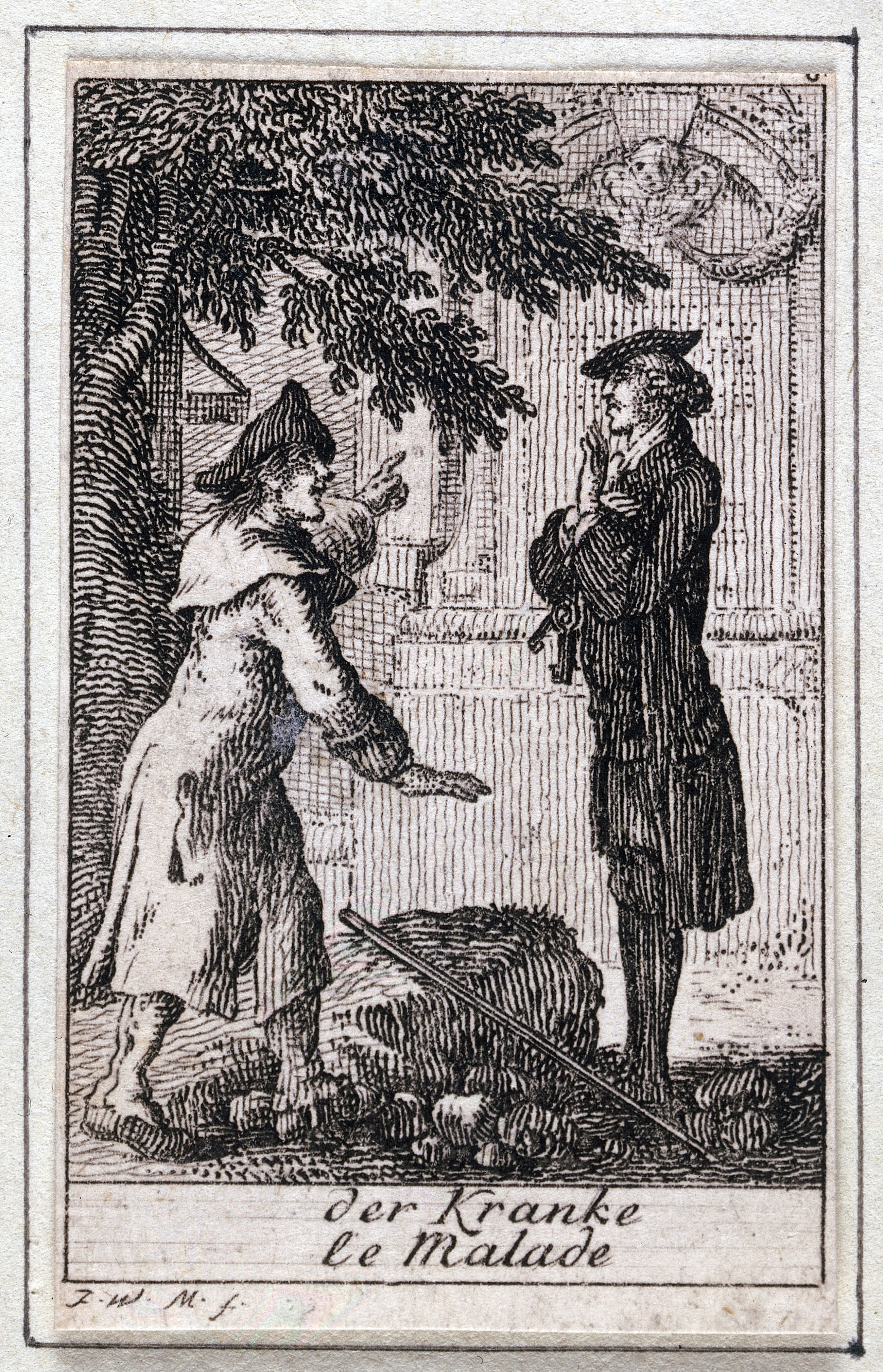
Двое у кладбищенской стены
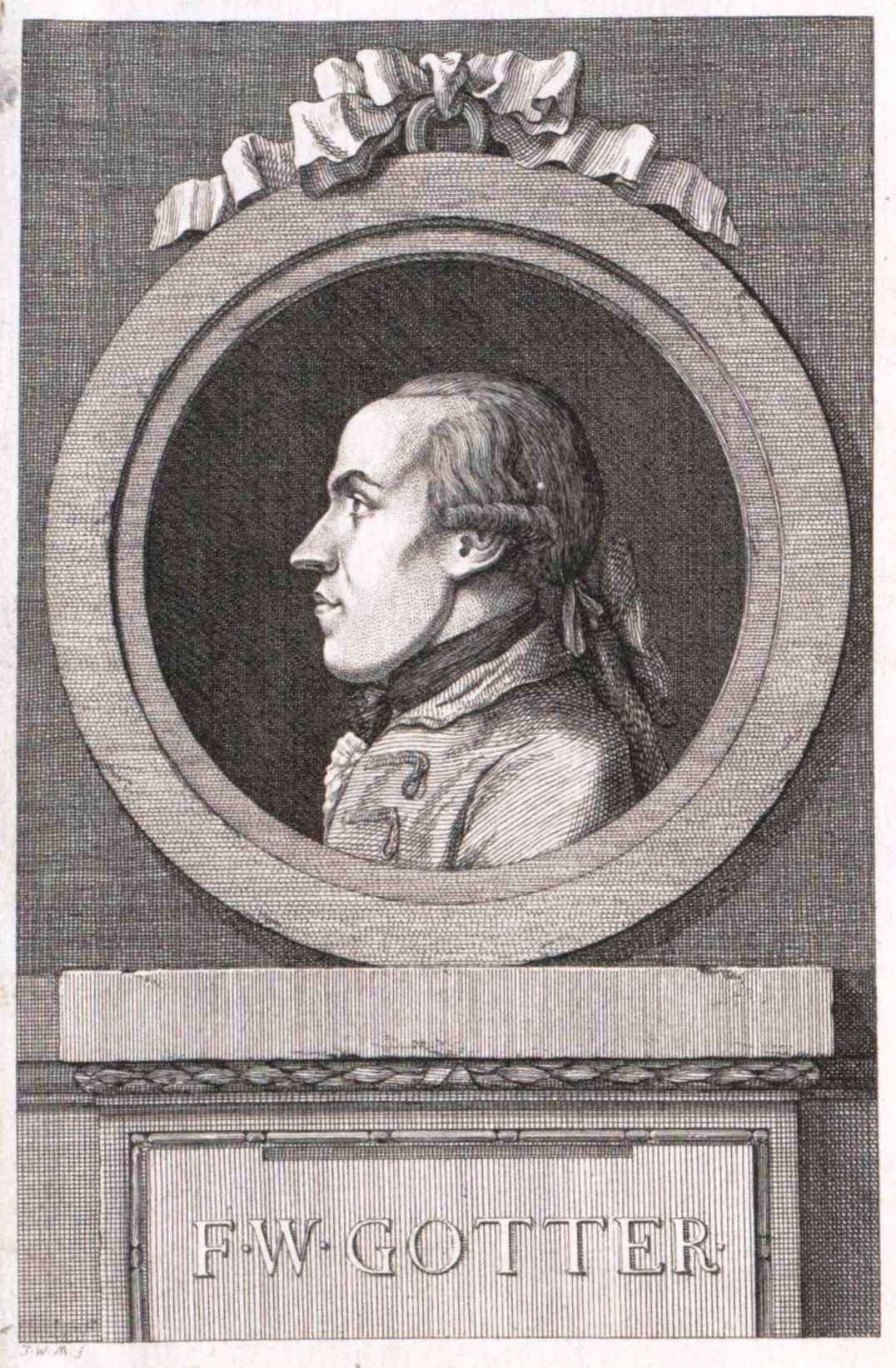
Портрет Фридриха В. Готтера
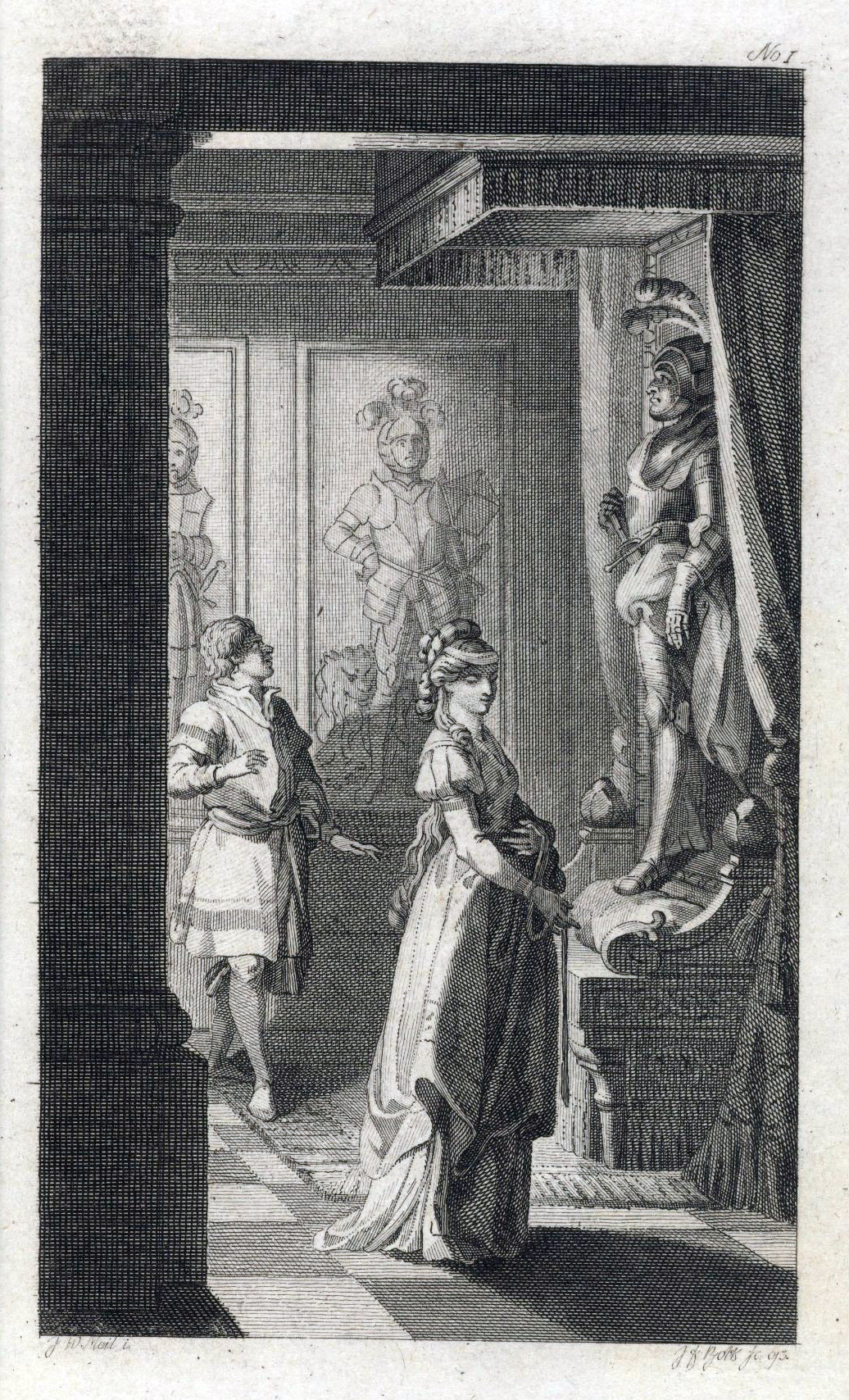
Иллюсирация к «Замку Отранто» Хораса Уолпола
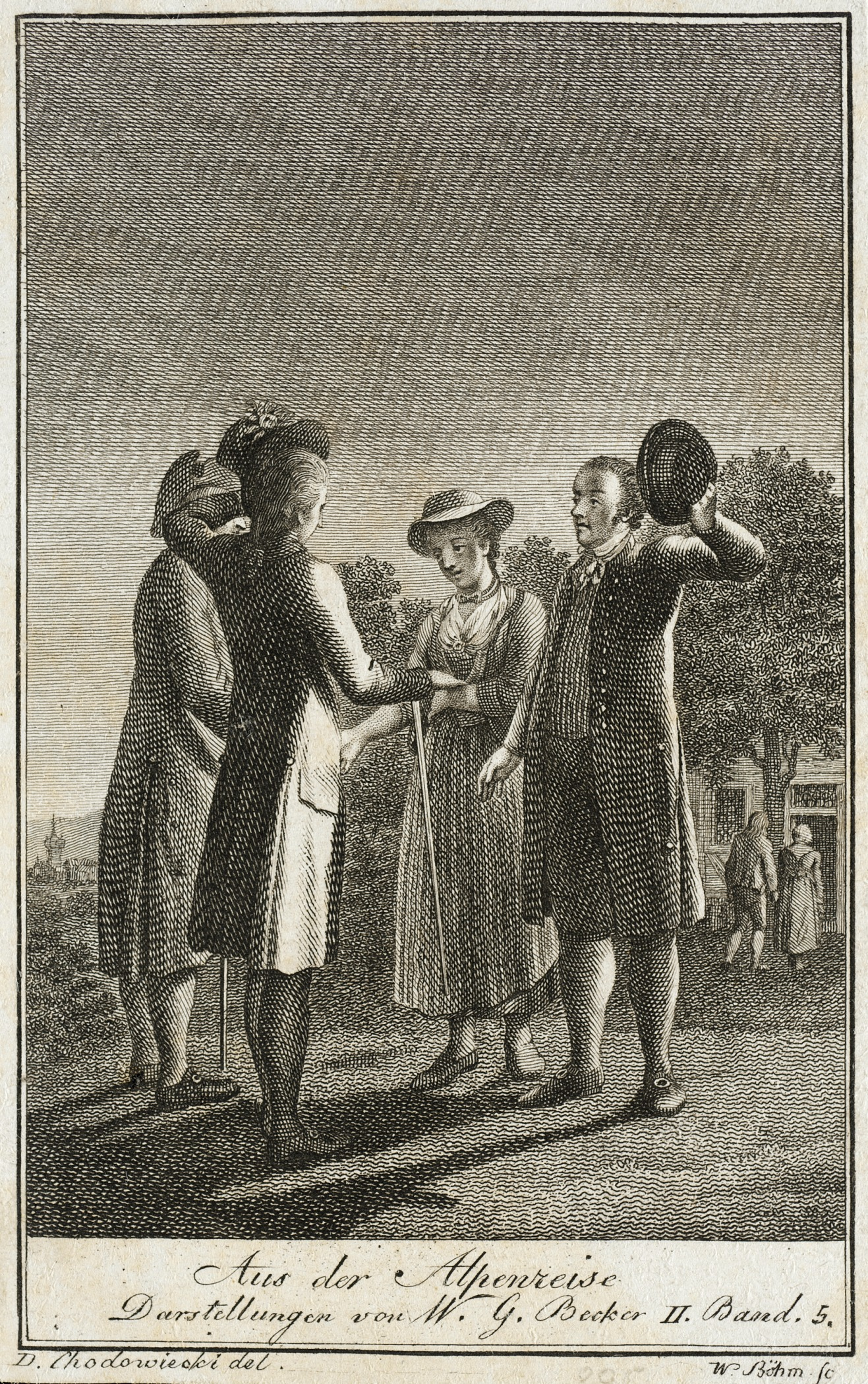
Титульный лист «Альманаха Беккера» (1800)